# Bude-Stratton
Bude-Stratton är en civil parish i Storbritannien.   Den ligger i grevskapet Cornwall och riksdelen England, i den södra delen av landet, 300 km väster om huvudstaden London.  Den består av orterna Bude och Stratton. 